# أليس ماري دود
أليس ماري دود (بالإنجليزية: Alice Mary Dowd) هي مُدرسة وكاتِبة وشاعرة أمريكية، ولدت في 16 ديسمبر 1855 في Frankford, West Virginia ‏ في الولايات المتحدة، وتوفيت في 2 يوليو 1943 في هدسون في الولايات المتحدة.